# Abudefduf caudobimaculatus
Abudefduf caudobimaculatus là một loài cá biển thuộc chi Abudefduf trong họ Cá thia. Loài này được mô tả lần đầu tiên vào năm 1939.

## Từ nguyên
Từ định danh được ghép bởi 3 âm tiết trong tiếng Latinh: caudo ("đuôi"), bi (hai) và maculatus ("có đốm"), hàm ý đề cập đến hai đốm đen ở gốc vây đuôi của loài cá này.

## Phân loại học
A. caudobimaculatus ban đầu chỉ được xem là một danh pháp đồng nghĩa của Abudefduf vaigiensis. Wibowo và cộng sự đã công nhận A. caudobimaculatus là một loài hợp lệ dựa vào những khác biệt về kiểu hình so với A. vaigiensis như có thêm hai đốm đen ở gốc vây đuôi, dải đen thứ nhất (gần đầu) mờ dần về phía gốc vây ngực, và gốc tia vây lưng thứ ba đến bảy (thường là tia thứ năm hoặc sáu) nằm ngay rìa trước của dải sọc đen thứ tư.
Loài trước đây chỉ được ghi nhận ở phía nam quần đảo Ryukyu (Nhật Bản) và quần đảo Seribu (Indonesia). Tuy nhiên, qua kiểm tra một mẫu vật từ đảo Đài Loan, một ảnh chụp mẫu vật từ đảo Lord Howe (Úc) và các bức ảnh chụp dưới nước ở phía bắc quần đảo Ryukyu cho thấy sự xuất hiện của A. caudobimaculatus tại những vị trí này.
Dựa vào những bằng chứng về dữ liệu phân tử sinh học, A. caudobimaculatus được cho là có phạm vi phân bố rộng khắp khu vực Ấn Độ Dương - Thái Bình Dương, từ Đông Phi trải dài đến đảo Yakushima (phía bắc Ryukyu) và đảo Lord Howe (biển Tasman).

## Mô tả
Số gai ở vây lưng: 13; Số tia vây ở vây lưng: 11–13.